# Costabile Gentilcore
Costabile Gentilcore ou Constable Gentilcore en français (né v. 1069-1070 à Tresino, frazione de Castellabate, et mort le 17 juillet 1124 à l'abbaye de Cava) est un moine bénédictin italien du Moyen Âge, vénéré comme un saint par l'Église catholique est dans les mémoires comme le 4e abbé de l'abbaye territoriale de la Très-Sainte-Trinité de Cava. 

## Biographie
Il est né vers 1070 à Tresino, en Lucanie (qui est aujourd'hui une partie de la commune de Castellabate). À l'âge de 7 ans, il a été confié aux soins de l'abbé de Cava, Leon Ier. Il devient par la suite moine dans l'abbaye. Le 10 janvier 1118, il a été promu par l'abbé Pierre Pappacarbone au poste de coadjuteur. Il lui a ensuite succédé comme abbé après la mort de ce dernier le 4 mars 1122.
Constabilis est vénéré comme le saint patron de Castellabate, pour la simple raison qu'il a fondé la ville. Il a commencé la construction du château de l'Ange, le 10 octobre 1123. Son titre a donné au village son nom actuel : Castrum Abbatis, le « château de l'abbé ».
Il a dirigé le monastère d'une manière modeste et soignée, dans le but de satisfaire les besoins généraux et individuels des moines. Il est mort à l'âge de 53 ans et a été enterré dans l'église surplombant la grotte d'Arsicia qui avait été utilisé par le fondateur de l'abbaye, saint Alferio Pappacarbone.
Constabilis est décédé le 17 février 1124. Il a été remplacé par Siméon.

## Vénération
Après sa mort, on dit qu'il est apparu à ses successeurs et été vénéré comme un protecteur des navires appartenant à cette abbaye.
Les quatre premiers abbés de Cava - Alferio Pappacarbone, Léon Ier de Cava, Pierre Pappacarbone et Costabile Gentilcore (Alferius, Leo, Petrus et Constabilis) - ont été officiellement reconnus comme des saints en 1893 par le pape Léon XIII.